# Polypedates puerensis
Polypedates puerensis é uma espécie de anfíbio da família Rhacophoridae.
É endémica da China.
Os seus habitats naturais são: regiões subtropicais ou tropicais húmidas de alta altitude, campos de altitude subtropicais ou tropicais, marismas de água doce e marismas intermitentes de água doce.
Está ameaçada por perda de habitat.